# Apro (Tracia)
Apro (in greco antico: Ἄπρος?) era una polis dell'antica Grecia ubicata in Tracia.

## Storia
Stefano di Bisanzio raccoglie una citazione di Teopompo nella quale è menzionata la città di Apro.
Plinio il Vecchio la colloca all'interno della Tracia e dice che si trovava a 22 000 passi da Resisto, a 59 000 da Bicie e a 189 000 da Filippi.
Ad Apro imperatore romano Claudio dedusse la colonia di veterani, Claudia Aprensis.
Nell'anno 1206 fu una delle città della Tracia ad essere devastata dalle truppe scite sotto il comando del re bulgaro Kalojan.
Nel 1305 vi venne combattuta la battaglia di Apro, tra gli Almogàver e l'impero bizantino.